# Північно-Західна Компанія

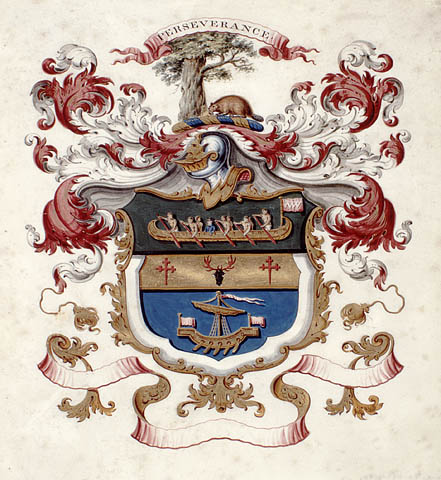
Герб Північно-Західної Компанії

Півні́чно-За́хідна Компа́нія  (англ. North West Company, фр. Compagnie du Nord-Ouest) —  компанія торгівлі шкурами й хутрами цінного пушного звіра в Північній Америці, яка за час свого існування (1779-1821) була активним конкурентом Компанії Гудзонової Затоки .

## Хронологія

### Перші згадки
Попри те, що існує перша історична довідка з 1770, яка посилається на Північно-Західну Компанію, та, що в 1779 утворена неформальна асоціація торгівців шкурами цінного пушного звіра в місті Монреаль, — офіційною датою заснування Північно-Західної Компанія вважається 1783 рік.

### Заснування і зріст компанії
Засновниками Компанії є: Бенджамін Фробішер (англ. Benjamin Frobisher), його брат Джозеф Фробішер (англ. Joseph Frobisher), Саймон Мактавіш (англ. Simon McTavish), Роберт Грант (англ. Robert Grant), Ніколас Монтур (англ. Nicholas Montour), Патрік Смолл (англ. Patrick Small), Вільям Холмс (англ. William Holmes), Джордж Макбет (англ. George McBeath).
У 1787 Північно-Західна Компанія об'єдналась із юридичною особою «Грегорі, Маклеод і Ко» (англ. Gregory, McLeod and Co.). До неї приєднались і фізичні особи Родерік Макензі (англ. Roderick Mackenzie) і його двоюрідний брат-дослідник Александр Макензі (англ. Alexander Mackenzie).
Штаб-квартира — місто Монреаль.

### Торговельна база й територія
Факторія Гранд-Порта́ж (фр. Grand Portage) на березі Верхнього озера стала центральним торговельним постом для обміну шкур та хутр цінного пушного звіра та інших місцевих продуктів на такі заокеанські промислові товари, як тканина, прикраси, зброя та алкоголь.  У 1803 торговий центр перенесли ближче до кордону США з Канадою — у Форт-Вільям (фр. Fort William), який згодом переріс у нинішнє канадське місто Тандер-Бей.
Територія, якою володіла тодішня Північно-Західна Компанія, включала озеро Атабаска (англ. Lake Athabasca), Скелясті гори (англ. Rocky Mountains) і протоку Джорджія (англ. Strait of Georgia).

### Поглинання компанії
У 1821 Генрі Батерст (англ. Henry Bathurst), Державний Секретар Війни і Колонії, вимагав припинити ворожість та конкуренцію між Північно-Західною Компанією і Компанією Гудзонової Затоки. Унаслідок закону, виданого великобританським урядом у 1821, ці дві компанії злились в одну — і назва «Північно-Західна Компанія» зникла: 97 факторій першої і 79 факторій другої стали власністю Компанії Гудзонової Затоки. 